# 倉敷市立旭丘小学校
倉敷市立旭丘小学校（くらしきしりつ あさひがおかしょうがっこう）は、岡山県倉敷市連島町連島にある市立小学校である。

## 沿革
- 1977年（昭和52年）4月 - 連島東小学校内に旭丘小学校創立。
- 1978年（昭和53年）
  - 4月 - 移転開校。
  - 5月 - 開校式挙行

## 学校教育目標
「調和のとれた豊かな人間育成をめざして，主体的・創造的に生きようとする子どもを育てる。」

### 教育指導の重点
- たくましい体 - 生涯にわたって，健康や安全を保持・増進するための基礎基本を培い，たくましく生き抜く子どもを育成する。
- 生きて働く学力 - 基礎・基本の確実な定着と個に応じた指導の充実に努め，自ら進んで根気強く学習する子どもを育成する。
- 豊かな心 - 人間の尊厳と自尊感情とを基盤にした相互理解や人間関係づくりを促進し，思いやりのある子どもを育成する。

### 求める児童の姿
- あ　明るく元気な子《たくましい体》
- さ　最後までやりぬく子《生きて働く学力》
- ひ　人を思いやる子《豊かな心》

## 通学区域が隣接している学校
- 倉敷市立倉敷南小学校
- 倉敷市立中島小学校
- 倉敷市立西阿知小学校
- 倉敷市立連島北小学校
- 倉敷市立連島東小学校
- 倉敷市立水島小学校
- 倉敷市立第二福田小学校
- 倉敷市立葦高小学校